# Boe (quận)

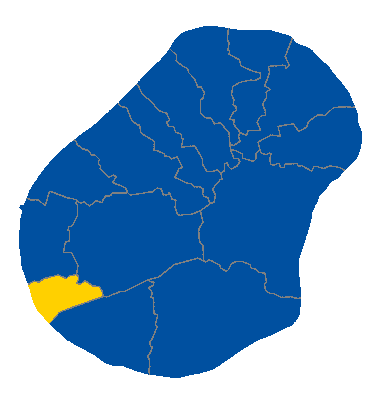
Vị trí quận Boe tại Nauru.

Boe là một quận của đảo quốc Thái Bình Dương Nauru. Quận thuộc Khu vực bầu cử Boe. Quận nằm ở phía tây nam của đảo quốc với diện tích là 0,5 km² và dân số là 950 người.